# Helen Shapiro
Helen Shapiro   (Bethnal Green, 28 de setembre de 1946) és una cantant de pop britànica, cantant de jazz i actriu. És coneguda pels seus dos tops discogràfics del 1961 al Regne Unit: "You Don't Know" i "Walkin' Back to Happiness", tots dos enregistrats quan tenia només catorze anys.

## Biografia
Helen Shapiro va néixer en una família pobra de pares de treballadors que treballen a la indústria de la confecció, La seva primera infància la va passar a un apartament del barri d'Upper Clapton, al districte londinenc de Hackney, on va assistir a la Northwold Primary School i a la Clapton Park Comprehensive School fins al Nadal de 1961.Neta d'immigrants jueus russos, els seus pares assistien a la sinagoga de Lea Bridge Road.
Als deu anys ja formava part de Susie and the Hula Hoops, un grup musical escolar el guitarrista del qual, Mark Feld, després va canviar el seu nom per a Marc Bolan i es convertiria en el vocalista i el guitarrista de T. Rex. Shapiro va debutar tocant l'ukulele en la reedició dels èxits de Buddy Holly i Elvis Presley, abans d'unir-se al seu germà Ron en un duo vocal orientat al jazz i al skiffle, i desenvolupar de forma primerenca una veu baixa i expressiva. Més tard es va convertir en estudiant de cursos de música de Maurice Burman, que, impressionat per les habilitats de cant de la noia, la va enviar al productor d'EMI Norrie Paramor.
Amb només catorze anys, després de signar un contracte amb Columbia, Helen Shapiro va enregistrar la cançó de debut composta per John Schroeder Please Don't Treat Me Like a Child, que es va enfilar al tercer a les llistes de classificació britàniques, i a continuació arribà You Don't Know, un disc que arribà al capdamunt amb més d'un milió de còpies venudes, i després Walking Back to Happiness que es va vendre encara més, i resultà ser el major èxit de la seva carrera.
Abans de complir setze anys, Shapiro havia estat votada "la millor cantant femenina" britànica. El 1962, a més dels seus èxits de cant, Shapiro va aparèixer a la pel·lícula dirigida per Richard Lester It’s Trad, Dad, que per algunes solucions recitatives va obrir el camí a A Hard Day's Night; també va dur a terme una gira mundial i a l'octubre va participar en un episodi de l'Ed Sullivan Show.

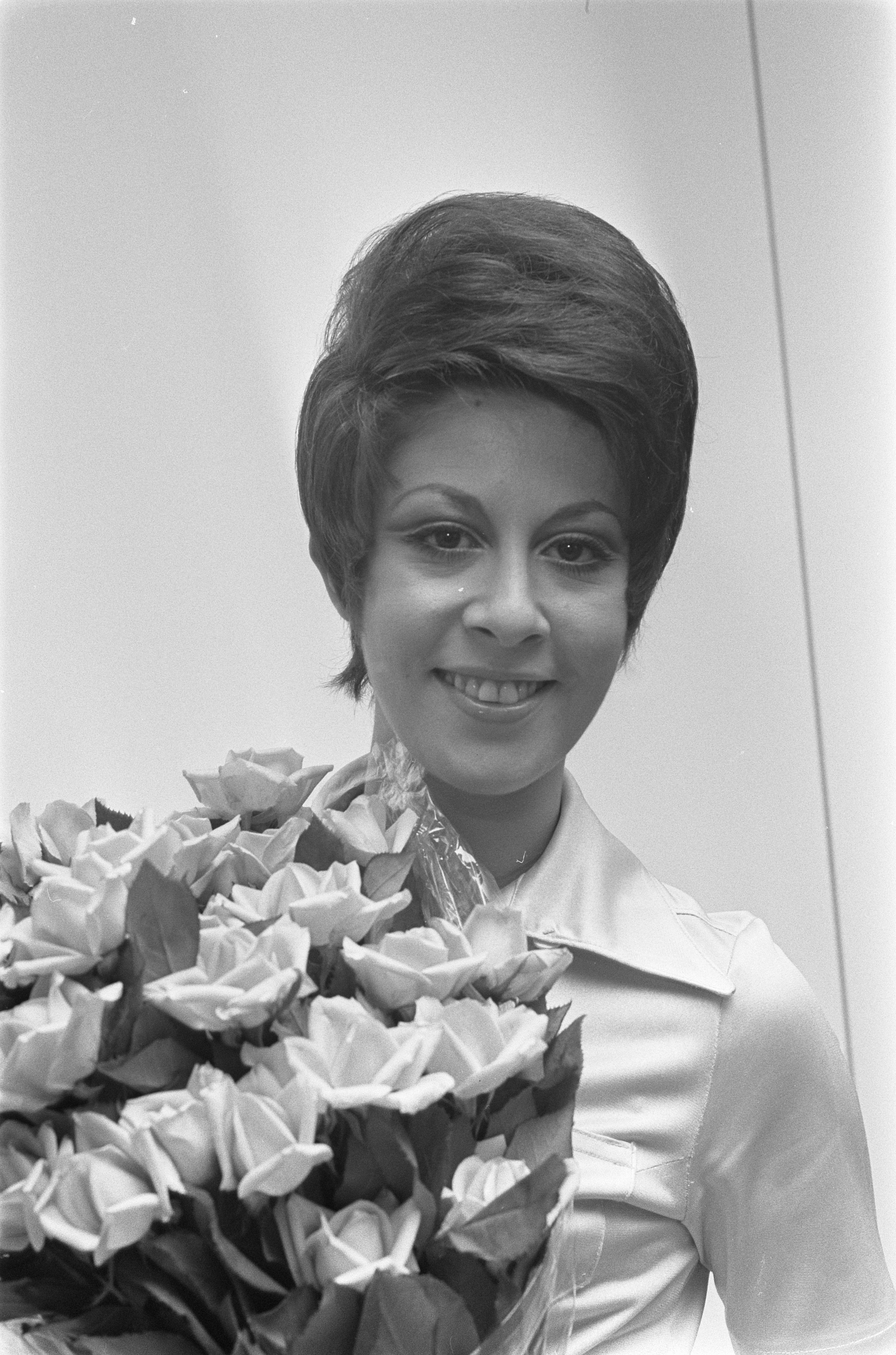
Helen Shapiro el 1969

Però després del boom, el camí es feu costerut. Espaiant amb versatilitat del pop al blues al jazz
va enregistrar altres discos que, tanmateix, no van tenir l'èxit dels prececents, i va participar en una segona pel·lícula al costat de Billy Fury, Play It Cool, en què va cantar dues cançons. El 1963, a l'edat de setze anys, va conèixer els Beatles que eren músics teloners en la gira de febrer-març en la qual Helen Shapiro era l'artista líder, i amb el grup de Liverpool va establir una relació còmoda i informal feta de xerrades, de llargs viatges en autobús i improvisades jam sessions en què la cantant desembeinava el banjo, un instrument que havia tocat durant cinc anys.. Només a petició de John Lennon i Paul McCartney compongué Misery, però abans que la noia pogués escoltar-la, la productora Paramor va refusar la cançó, en jutjar-la no en línia amb l'optimisme que caracteritzava els èxits de Shapiro. Immediatament després de la gira, la cantant va volar als Estats Units on va gravar Helen in Nashville, àlbum del qual s'extregueren Woe Is Me i I Walked Right In, respectivament costats A i B d'un senzill no gaire afortunat. A l'octubre va flanquejar Lennon, Harrison i Starr en un episodi del programa de televisió de la BBC Ready, Steady, Go!, i va continuar apareixent fins i tot durant el 1964.
El declivi de la celebritat de la cantant va coincidir amb l'explosió dels Beatles, ja que tot i ser més jove, era considerada musicalment part de la generació anterior. A principis dels anys setanta es dedicà a l'actuació teatral, i actuà en drames televisius i circuits de cabaret, però després no va deixar d'enregistrar com a vocalista amb formacions de jazz. A la dècada de 1990 va enregistrar diversos discos cantant a la banda dirigida pel trompetista Humphrey Lyttelton, i en aquests treballs va demostrar les seves qualitats com a intèrpret de jazz de primer nivell. Amb l'excepció de Do Nothing Till You Hear from Me de Duke Ellington, a les seves gravacions de jazz no els mancava el to profund que havia caracteritzat l'artista en els primers anys de la seva carrera, i els àlbums pop van ser influenciats negativament per la presència de sintetitzadors. Després de la seva gira europea de comiat a finals del 2003, la cantant es va dedicar principalment a la música gospel.

## Discografia

### Singles d'èxit
- 1961 "Don't Treat Me Like A Child" (3r lloc a la UK Singles Chart)
- 1961 "Walkin' Back to Happiness" (1r lloc a la UK Singles Chart)
- 1962 "You Don't Know" (1r lloc a la UK Singles Chart)
- 1962 "Tell Me What He Said" (2n lloc a la UK Singles Chart)
- 1962 "Let's Talk About Love" (23è lloc a la UK Singles Chart)
- 1962 "Little Miss Lonely"(8è lloc a la UK Singles Chart)
- 1963 "Keep Away From Other Girls" (40è lloc a la UK Singles Chart)
- 1963 "Queen For Tonight" (33è lloc a la UK Singles Chart)
- 1963 "Woe Is Me" - 1963 (35è lloc a la UK Singles Chart)
- 1963 "Look Who It Is" (47ª lloc a la UK Singles Chart)
- 1963 "No Trespassing" / "Not Responsible" (1r lloc a Austràlia)
- 1964 "Fever" - 1964 (38è lloc a la UK Singles Chart)

### Àlbums
- 1962 'Tops' With Me (Columbia)
- 1963 Helen's Sixteen (Columbia)
- 1963 Helen In Nashville (Columbia)
- 1964 Helen Hit's Out! (Columbia)
- 1965 Hits and a Miss Helen Shapiro (EMI Encore)

### Col·leccions
- 1974 The Very Best Of Helen Shapiro (EMI)
- 1983 Straighten Up and Fly Right (Oval)
- 2007 The Very Best Of Helen Shapiro (EMI)